# Абамеликове
Абамели́кове — проміжна залізнична станція 5 класу Одеської дирекції Одеської залізниці.
Розташована у селі Петрівка Кодимського району Одеської області на лінії Рудниця — Слобідка.
Село та станція були названі в честь землевласника Петра Абамеліка. Утворена в 1870 році.
Через станцію проходять приміські потяги за маршрутами Вапнярка — Одеса (4 пари). Пасажирські не зупиняються.